# Wynental- und Suhrentalbahn
| Modernisierter Doppeltriebwagen ABe 4/8 |                                             |      |  |      |                    |                    |
| |                                             |      |  |      |                    |                    |
| Streckennummer (BAV): | 643 (Aarau–Schöftland) 644 (Aarau–Menziken) |      |  |      |                    |                    |
| Fahrplanfeld: | 643, 644                                    |      |  |      |                    |                    |
| Streckenlänge: | 32,2 km                                     |      |  |      |                    |                    |
| Spurweite: | 1000 mm (Meterspur)                         |      |  |      |                    |                    |
| Stromsystem: | 750 V =                                     |      |  |      |                    |                    |
| Maximale Neigung: | Aarau–Schöftland: 45 ‰ Aarau–Menziken: 35 ‰ |      |  |      |                    |                    |
| Minimaler Radius: | 27 m                                        |      |  |      |                    |                    |
| |                                             |      |  |      |                    |                    |
| \| Aarau Rathausplatz (Spitzkehre) \| Aarau Rathausplatz (Spitzkehre) \| \| \| \| Aarau Bahnhofplatz \| Aarau Bahnhofplatz \| \| Aarau SBB \| \| \| \| \| \| \| \| Tunnel Aarau WSB (260 m) Aarau WSB \| Tunnel Aarau WSB (260 m) Aarau WSB \| 0,0 \| \| \| \| \| \| Binzenhof \| Binzenhof \| 1,0 \| \| \| Aarau Gais \| Aarau Gais \| \| Distelberg \| Distelberg \| 1,8 \| \| \| Aarau Torfeld \| Aarau Torfeld \| \| Unterentfelden Post \| Unterentfelden Post \| 2,7 \| \| 1,6 \| Buchs AG \| Buchs AG \| \| Unterentfelden Oberdorf \| Unterentfelden Oberdorf \| 3,2 \| \| 2,1 \| Steinfeld \| Steinfeld \| \| Oberentfelden Uerkenbrücke \| Oberentfelden Uerkenbrücke \| 3,8 \| \| 2,8 \| Suhr Schweizerhof \| Suhr Schweizerhof \| \| \| \| \| \| \| Suhre \| \| \| Oberentfelden Engelplatz \| Oberentfelden Engelplatz \| 4,3 \| \| 3,4 \| Suhr Ausweiche \| Suhr Ausweiche \| \| Oberentfelden \| Oberentfelden \| \| \| 4,2 \| Suhr \| Suhr \| \| Oberentfelden Gütergleis \| Oberentfelden Gütergleis \| 4.5 \| \| \| Autobahn A1 \| Autobahn A1 \| \| Oberentfelden Süd \| Oberentfelden Süd \| 5.1 \| \| \| \| \| \| Autobahn A1 (65 m) \| Autobahn A1 (65 m) \| \| \| 4,8 \| Gränichen Töndler \| Gränichen Töndler \| \| Muhen Nord \| Muhen Nord \| 5,8 \| \| 5,4 \| Gränichen \| Gränichen \| \| \| \| \| \| \| Wyna \| \| \| Muhen \| Muhen \| 6,4 \| \| 6,2 \| Gränichen Oberdorf \| Gränichen Oberdorf \| \| Mittelmuhen \| Mittelmuhen \| 7,0 \| \| \| Wyna \| Wyna \| \| Suhre \| \| \| \| \| \| \| \| Obermuhen \| Obermuhen \| 7,4 \| \| 7,7 \| Bleien Liebegg \| Bleien Liebegg \| \| Suhre \| Suhre \| \| \| 9,4 \| Teufenthal \| Teufenthal \| \| \| \| \| \| 11,1 \| Unterkulm Nord \| Unterkulm Nord \| \| Hirschthal \| Hirschthal \| 8,5 \| \| 11,5 \| Unterkulm \| Unterkulm \| \| Schöftland Nordweg \| Schöftland Nordweg \| 9,6 \| \| 12,4 \| Oberkulm Post \| Oberkulm Post \| \| Schöftland \| Schöftland \| 10,2 \| \| 12,7 \| Oberkulm \| Oberkulm \| \| \| \| \| \| 13,0 \| Oberkulm \| Oberkulm \| \| \| \| \| \| 14,6 \| Schorenbrücke \| Schorenbrücke \| \| \| \| \| \| \| Wyna \| \| \| \| \| \| \| 15,7 \| Gontenschwil \| Gontenschwil \| \| \| \| \| \| \| Wyna \| \| \| \| \| \| \| 16,5 \| Zetzwil \| Zetzwil \| \| \| \| \| \| 18,0 \| Leimbach AG \| Leimbach AG \| \| \| \| \| \| \| \| \| \| Alu Menziken \| \| \| \| \| \| \| \| Reinach WSB \| Reinach WSB \| 20,1 \| \| 20,1 \| Reinach AG Nord \| Reinach AG Nord \| \| alte Streckenführung bis 2003 \| alte Streckenführung bis 2003 \| \| \| \| von Beinwil am See \| von Beinwil am See \| \| \| \| \| \| 20,3 \| Reinach AG Mitte \| Reinach AG Mitte \| \| Reinach Central \| Reinach Central \| 20,6 \| \| 20,9 \| Reinach AG \| Reinach AG \| \| Reinach Lindenplatz \| Reinach Lindenplatz \| 20,9 \| \| \| \| \| \| Menziken-Burg \| Menziken-Burg \| 22,0 \| \| 22,0 \| Menziken \| Menziken \| \| \| \| \| \| \| nach Beromünster \| \| \| \| \| \| \| \| \| \| \| Quellen: [1][2][3] \| \| \| \| \| \| \| |                                             |      |  |      |                    |                    |
| Aarau Rathausplatz (Spitzkehre) | Aarau Rathausplatz (Spitzkehre)             |      |  |      | Aarau Bahnhofplatz | Aarau Bahnhofplatz |
| Aarau SBB |                                             |      |  |      |                    |                    |
| Tunnel Aarau WSB (260 m) Aarau WSB | Tunnel Aarau WSB (260 m) Aarau WSB          | 0,0  |  |      |                    |                    |
| Binzenhof | Binzenhof                                   | 1,0  |  |      | Aarau Gais         | Aarau Gais         |
| Distelberg | Distelberg                                  | 1,8  |  |      | Aarau Torfeld      | Aarau Torfeld      |
| Unterentfelden Post | Unterentfelden Post                         | 2,7  |  | 1,6  | Buchs AG           | Buchs AG           |
| Unterentfelden Oberdorf | Unterentfelden Oberdorf                     | 3,2  |  | 2,1  | Steinfeld          | Steinfeld          |
| Oberentfelden Uerkenbrücke | Oberentfelden Uerkenbrücke                  | 3,8  |  | 2,8  | Suhr Schweizerhof  | Suhr Schweizerhof  |
| |                                             |      |  |      | Suhre              |                    |
| Oberentfelden Engelplatz | Oberentfelden Engelplatz                    | 4,3  |  | 3,4  | Suhr Ausweiche     | Suhr Ausweiche     |
| Oberentfelden | Oberentfelden                               |      |  | 4,2  | Suhr               | Suhr               |
| Oberentfelden Gütergleis | Oberentfelden Gütergleis                    | 4.5  |  |      | Autobahn A1        | Autobahn A1        |
| Oberentfelden Süd | Oberentfelden Süd                           | 5.1  |  |      |                    |                    |
| Autobahn A1 (65 m) | Autobahn A1 (65 m)                          |      |  | 4,8  | Gränichen Töndler  | Gränichen Töndler  |
| Muhen Nord | Muhen Nord                                  | 5,8  |  | 5,4  | Gränichen          | Gränichen          |
| |                                             |      |  |      | Wyna               |                    |
| Muhen | Muhen                                       | 6,4  |  | 6,2  | Gränichen Oberdorf | Gränichen Oberdorf |
| Mittelmuhen | Mittelmuhen                                 | 7,0  |  |      | Wyna               | Wyna               |
| Suhre |                                             |      |  |      |                    |                    |
| Obermuhen | Obermuhen                                   | 7,4  |  | 7,7  | Bleien Liebegg     | Bleien Liebegg     |
| Suhre | Suhre                                       |      |  | 9,4  | Teufenthal         | Teufenthal         |
| |                                             |      |  | 11,1 | Unterkulm Nord     | Unterkulm Nord     |
| Hirschthal | Hirschthal                                  | 8,5  |  | 11,5 | Unterkulm          | Unterkulm          |
| Schöftland Nordweg | Schöftland Nordweg                          | 9,6  |  | 12,4 | Oberkulm Post      | Oberkulm Post      |
| Schöftland | Schöftland                                  | 10,2 |  | 12,7 | Oberkulm           | Oberkulm           |
| |                                             |      |  | 13,0 | Oberkulm           | Oberkulm           |
| |                                             |      |  | 14,6 | Schorenbrücke      | Schorenbrücke      |
| |                                             |      |  |      | Wyna               |                    |
| |                                             |      |  | 15,7 | Gontenschwil       | Gontenschwil       |
| |                                             |      |  |      | Wyna               |                    |
| |                                             |      |  | 16,5 | Zetzwil            | Zetzwil            |
| |                                             |      |  | 18,0 | Leimbach AG        | Leimbach AG        |
| |                                             |      |  |      |                    |                    |
| Alu Menziken |                                             |      |  |      |                    |                    |
| Reinach WSB | Reinach WSB                                 | 20,1 |  | 20,1 | Reinach AG Nord    | Reinach AG Nord    |
| alte Streckenführung bis 2003 | alte Streckenführung bis 2003               |      |  |      | von Beinwil am See | von Beinwil am See |
| |                                             |      |  | 20,3 | Reinach AG Mitte   | Reinach AG Mitte   |
| Reinach Central | Reinach Central                             | 20,6 |  | 20,9 | Reinach AG         | Reinach AG         |
| Reinach Lindenplatz | Reinach Lindenplatz                         | 20,9 |  |      |                    |                    |
| Menziken-Burg | Menziken-Burg                               | 22,0 |  | 22,0 | Menziken           | Menziken           |
| |                                             |      |  |      | nach Beromünster   |                    |
| |                                             |      |  |      |                    |                    |
| Quellen: |                                             |      |  |      |                    |                    |

Die Wynental- und Suhrentalbahn (WSB) ist eine schmalspurige Privatbahn im Kanton Aargau in der Schweiz. Sie trat von 2002 bis 2018 zusammen mit dem Busbetrieb Aarau unter dem Markennamen AAR bus+bahn auf, welche in der Region Aarau sowie in den Tälern der Wyna und der Suhre den öffentlichen Verkehr durchführte. Am 19. Juni 2018 fusionierte die WSB mit dem BDWM Transport zum Aargau Verkehr (AVA). WSB bleibt hingegen als Produktname erhalten.
Das WSB-Netz besteht aus zwei Strecken von Aarau nach Menziken im Wynental bzw. nach Schöftland im Suhrental. Das Streckennetz ist 32,2 Kilometer lang. Insgesamt werden 17 Gemeinden erschlossen. Jährlich werden rund 5,1 Millionen Fahrgäste befördert (Stand Ende 2009). Die Züge verkehren werktags und samstags bis 20 Uhr im Viertelstundentakt, sonst halbstündlich. Seit Dezember 2012 werden auf dem WSB-Netz keine Güter mehr befördert.

## Bahnstrecken
Beide Bahnstrecken beginnen in Aarau auf der Südseite des SBB-Bahnhofs. Die WSB besitzt hier ein eigenes Bahnhofsgebäude mit einem überdachten Bahnsteig. Zwei Unterführungen dienen als Verbindung zum SBB-Bahnhof und zur Bahnhofstrasse.
Kurz nach Verlassen des Bahnhofs verläuft die Wynentalbahn auf dem Trassee der ehemaligen SBB-Bahnstrecke Aarau–Suhr. Im Bereich des Bahnhofs Suhr verläuft sie ein kurzes Stück parallel zur SBB-Bahnstrecke Zofingen–Lenzburg. Zwischen den Stationen Gränichen Töndler und Bleien Liebegg verläuft die Bahnstrecke rund 100 Meter von der Hauptstrasse entfernt dem Ufer der Wyna entlang. Anschliessend führt das Trassee neben der Hauptstrasse bis nach Oberkulm. Es folgt ein Abschnitt entlang einer Nebenstrasse bis Gontenschwil. Nach zwei engen Kurven wird bei Zetzwil wieder die Hauptstrasse erreicht. Nach Leimbach folgt erneut ein von Strassen unabhängiges Teilstück. Zwischen Reinach Nord und dem Endbahnhof in Menziken benutzt die WSB heute einen Abschnitt der ehemaligen Bahnstrecke Beinwil am See–Beromünster der SBB.
Die Suhrentalbahn führt nach Verlassen des Bahnhofs Aarau zunächst durch einen 260 Meter langen Tunnel und verläuft dann neben der Hauptstrasse. Die Ortsdurchfahrt von Unterentfelden und Oberentfelden erfolgt auf einer kurvenreichen Strecke. Beim Bahnhof Oberentfelden wird die SBB-Bahnstrecke Zofingen–Lenzburg niveaugleich und im rechten Winkel überquert. In der lang gezogenen Ortschaft Muhen verlief die Strecke einst mitten auf der Dorfstrasse, seit Dezember 2004 ist jedoch ein neues Teilstück in rund 50 Meter Entfernung in Betrieb. Bei der Endstation Schöftland befinden sich das Depot und die Betriebswerkstatt.

## Geschichte

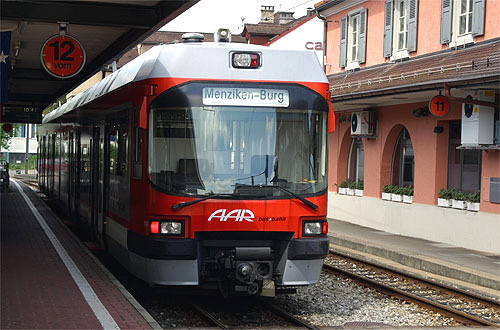
Niederflurzug mit alter Lackierung im Aarauer WSB-Bahnhof

Im Jahr 1871 gründeten einige Gemeinden im Wynental ein Komitee, das ein Konzessionsgesuch für zwei Eisenbahnstrecken einreichte. Diese sollten von Aarau über Oberkulm nach Reinach sowie von Beinwil am See über Reinach nach Menziken führen. Beide Strecken sollten normalspurig sein und von Dampflokomotiven befahren werden. Ein Jahr später bewilligten die Behörden des Kantons Aargau zwar das Projekt, dennoch konnte es nicht ausgeführt werden. Der Hauptgrund war die Uneinigkeit über die Linienführung durch das enge Tal. Stattdessen wurde lediglich zwischen Beinwil am See und Reinach durch die Seetalbahn (heute SBB) eine Strecke gebaut und 1887 eröffnet. 1906 wurde diese über Menziken bis Münster (dem heutigen Beromünster) verlängert.
Auch im Suhrental gab es Bestrebungen zum Bau einer Eisenbahn. Hier jedoch plante man von Beginn weg eine schmalspurige, elektrisch betriebene Bahn, die auf dem grössten Teil der Strecke als Strassenbahn verkehren sollte. Das 1896 von der Firma Brown, Boveri & Cie. (BBC) ausgearbeitete Projekt erhielt die Konzession, und bald darauf begannen die Arbeiten. Die Aarau-Schöftland-Bahn (AS) nahm am 19. November 1901 den Betrieb auf.
Mittlerweile waren die Verantwortlichen auch im Wynental zur Einsicht gelangt, dass eine schmalspurige Strassenbahn wirtschaftlicher wäre. Im Januar 1903 begannen die Bauarbeiten. Die Eröffnung der Wynentalbahn (WTB) zwischen Aarau und Reinach erfolgte am 5. März 1904, deren Verlängerung nach Menziken einige Wochen später am 1. Mai. Beide Bahnen hatten ihren Ausgangspunkt auf dem Bahnhofplatz nördlich des Aarauer SBB-Bahnhofs und erhielten zu Beginn des Jahres 1906 eine Gleisverbindung. Die Verlängerung der AS über Schöftland hinaus nach Triengen (Anschluss an die Sursee-Triengen-Bahn) wurde nie realisiert.
1924 nahm die WTB einen eigenen Bahnhof am heutigen Standort südlich der SBB-Gleisanlagen in Betrieb. Dadurch ging der direkte Anschluss an die AS verloren, die weiterhin durch die Aarauer Innenstadt verkehrte. Die Streckenführung mitten auf der Strasse erwies sich zunehmend als problematisch, weshalb ab 1945 die beiden Bahnen Schritt für Schritt auf ein eigenes Trassee verlegt wurden. 1955 wurde in Aarau ein Stadtbusbetrieb aufgenommen, die Betriebsführung erfolgte von Anfang an durch die WTB. Am 24. Juni 1958 fusionierten die beiden seit 1939 von Paul Diem als gemeinsamen Direktor geleiteten Gesellschaften zur Wynental- und Suhrentalbahn (WSB), obwohl die Bahnen betrieblich nicht miteinander verbunden waren. Diem blieb bis 1973 Direktor des neuen Unternehmens.
Erst ab 1967 bestand erneut eine Verbindung zwischen beiden Bahnstrecken, als das nördlichste Teilstück der Suhrentalbahn durch die Aarauer Innenstadt aufgehoben und in einen 260 Meter langen Tunnel verlegt wurde. Damit hatten beide Bahnen ihren Ausgangspunkt nun auf der Südseite des SBB-Bahnhofs. Auf den Fahrplanwechsel am 22. Mai 1977 wurde der Bahnpostverkehr auf der Wynental- und Suhrentalbahn eingestellt und der dafür verwendete Zi 54 auf die Rhätische Bahn (RhB) und später auf die Furka-Oberalp-Bahn (FO) versetzt. Der DZ 56 wurde an die FO verkauft, wo er als DZ 4354 lief. Heute findet er als Generator- und Gepäckwagen eines Touristenzuges auf Madagaskar Verwendung.
Die Eigentrassierung, also die Verlegung des Bahntrassees von der Strasse weg, machte grosse Fortschritte, beispielsweise 1967 zwischen Aarau und Distelberg oder 1985 eine völlig veränderte Streckenführung in Gränichen. Trotzdem gab es noch zahlreiche längere strassenbahnähnliche Teilstrecken. Sorgen bereitete vor allem der Abschnitt durch die Dörfer Reinach und Menziken im oberen Wynental. Auf der stark befahrenen Hauptstrasse fuhren die Bahnen mitten auf der Fahrbahn, teilweise im Gegenverkehr. Häufig kam es zu Unfällen mit erheblichem Sachschaden. Als 1991 auf der parallel verlaufenden normalspurigen Linie Beinwil am See–Beromünster der Personenverkehr eingestellt wurde, begannen die Planungen für die Verlegung der WSB-Strecke auf das nun frei gewordene SBB-Trassee. Die Umspurungs- und Anpassungsarbeiten begannen 1999 nach der Einstellung des Güterverkehrs. Das neue Teilstück Reinach Nord–Menziken konnte schliesslich am 15. Dezember 2002 eröffnet werden. Zwei Jahre später, am 5. Dezember 2004 wurde ein weiteres wichtiges Projekt dem Verkehr übergeben, die Verlegung der Suhrentalbahn in Muhen.
Damit blieb noch ein nennenswertes Teilstück mit strassenbahnähnlichem Charakter, nämlich der Abschnitt Aarau–Suhr der Wynentalbahn. Die SBB schlossen am 12. Dezember 2004 die normalspurige, im Jahr 1877 von der Nationalbahn gebaute Strecke Aarau–Suhr für den Personenverkehr. Diese verlief etwa dreihundert Meter östlich der Suhrer Tramstrasse, in der auch die WSB verkehrte. Der Grosse Rat des Kantons Aargau beschloss 2006 einstimmig die Verlegung der WSB auf das SBB-Trassee. Der Bund nahm das Projekt in die Liste der dringlichen Investitionen für den Agglomerationsverkehr auf, wodurch 50 % der Baukosten aus dem Infrastrukturfonds bezahlt werden konnten. Die Arbeiten an diesem Streckenabschnitt begannen 2008 und dauerten zwei Jahre. Seit dem 22. November 2010 verkehren die Züge der Wynentalbahn auf dem neuen Trassee.

## Fahrzeugpark
Triebwagen

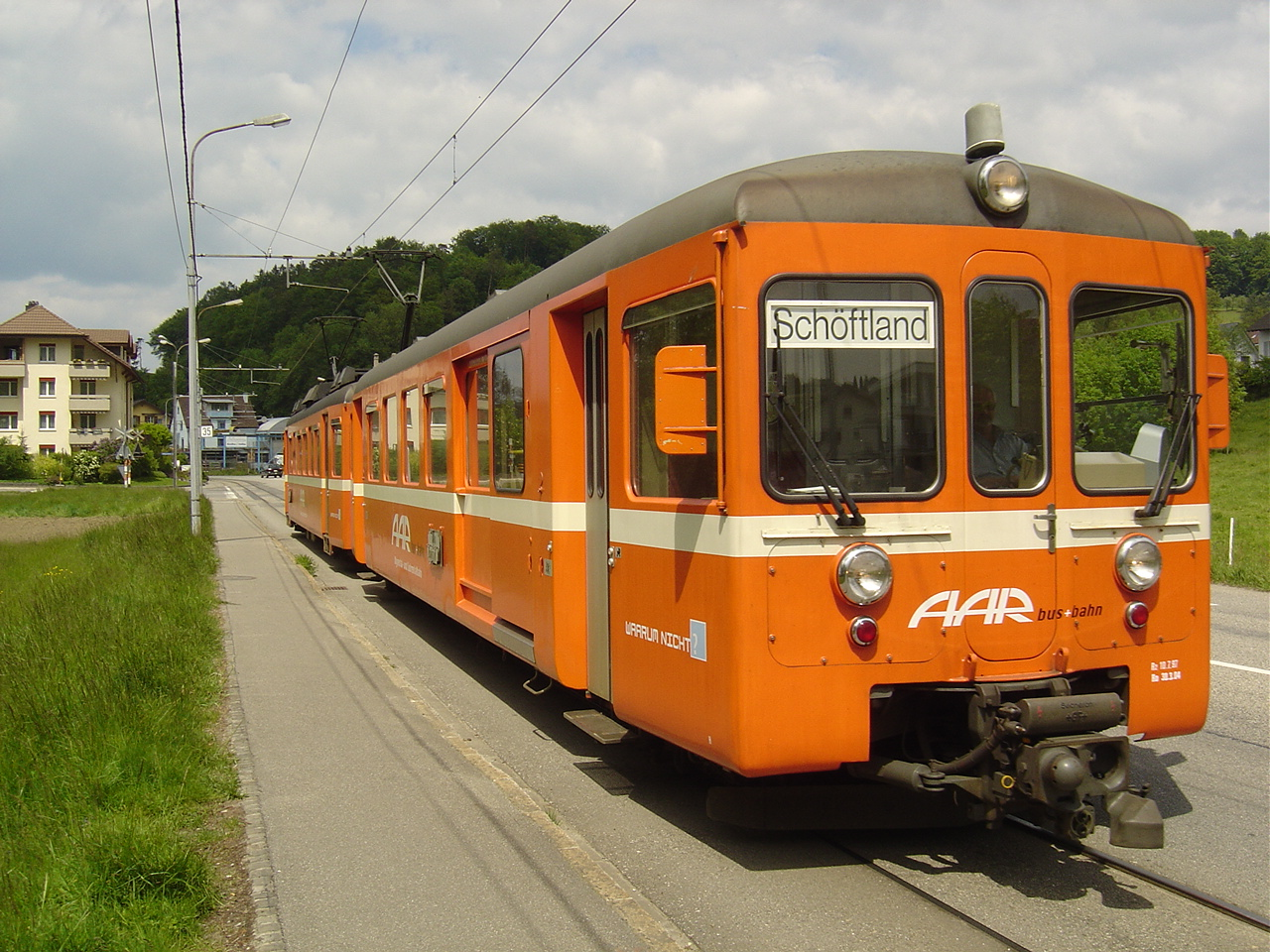
WSB-Zug in oranger VST-Einheitslackierung bei Muhen

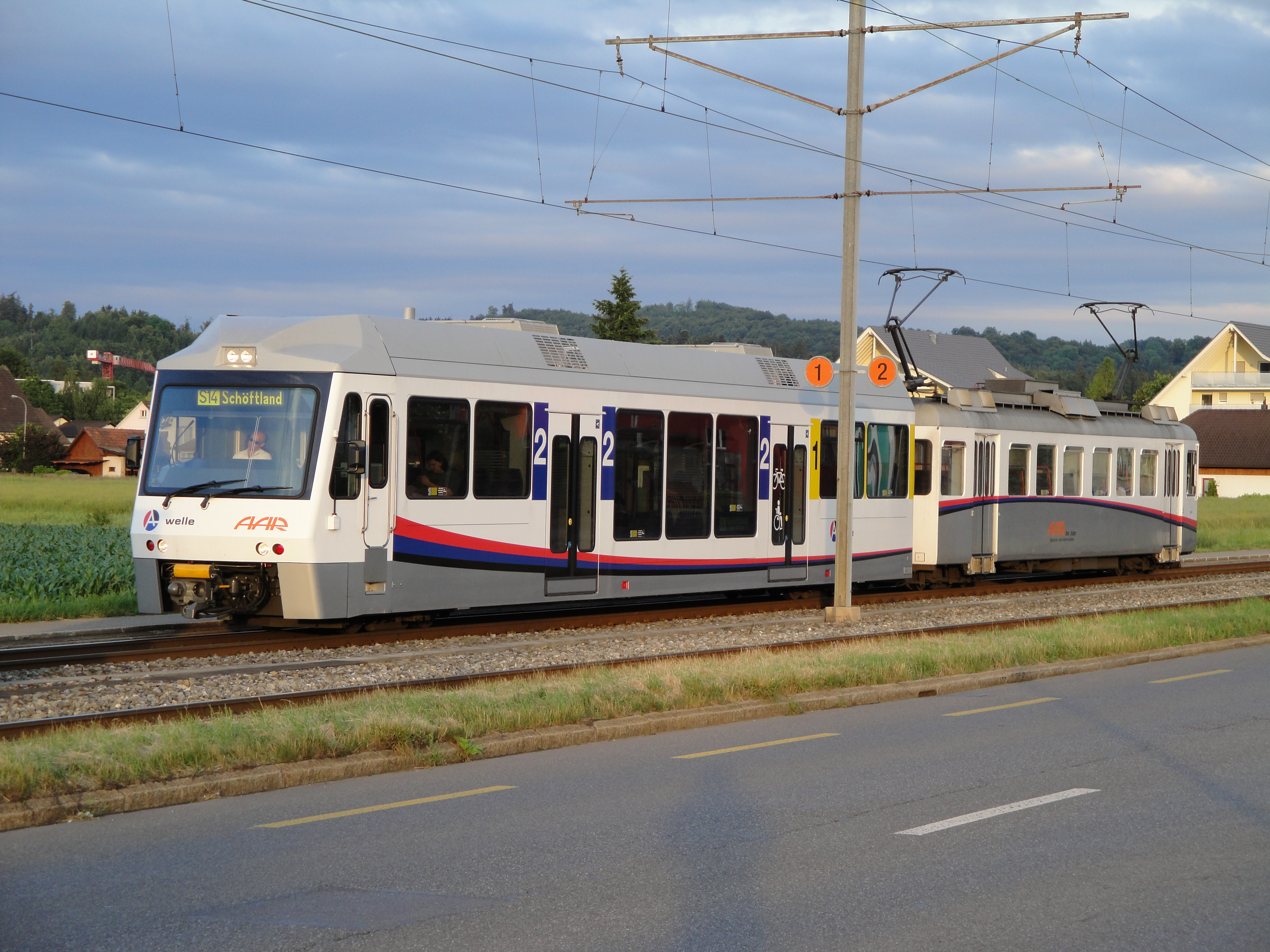
Niederflur-Steuerwagen mit modernisiertem Triebwagen

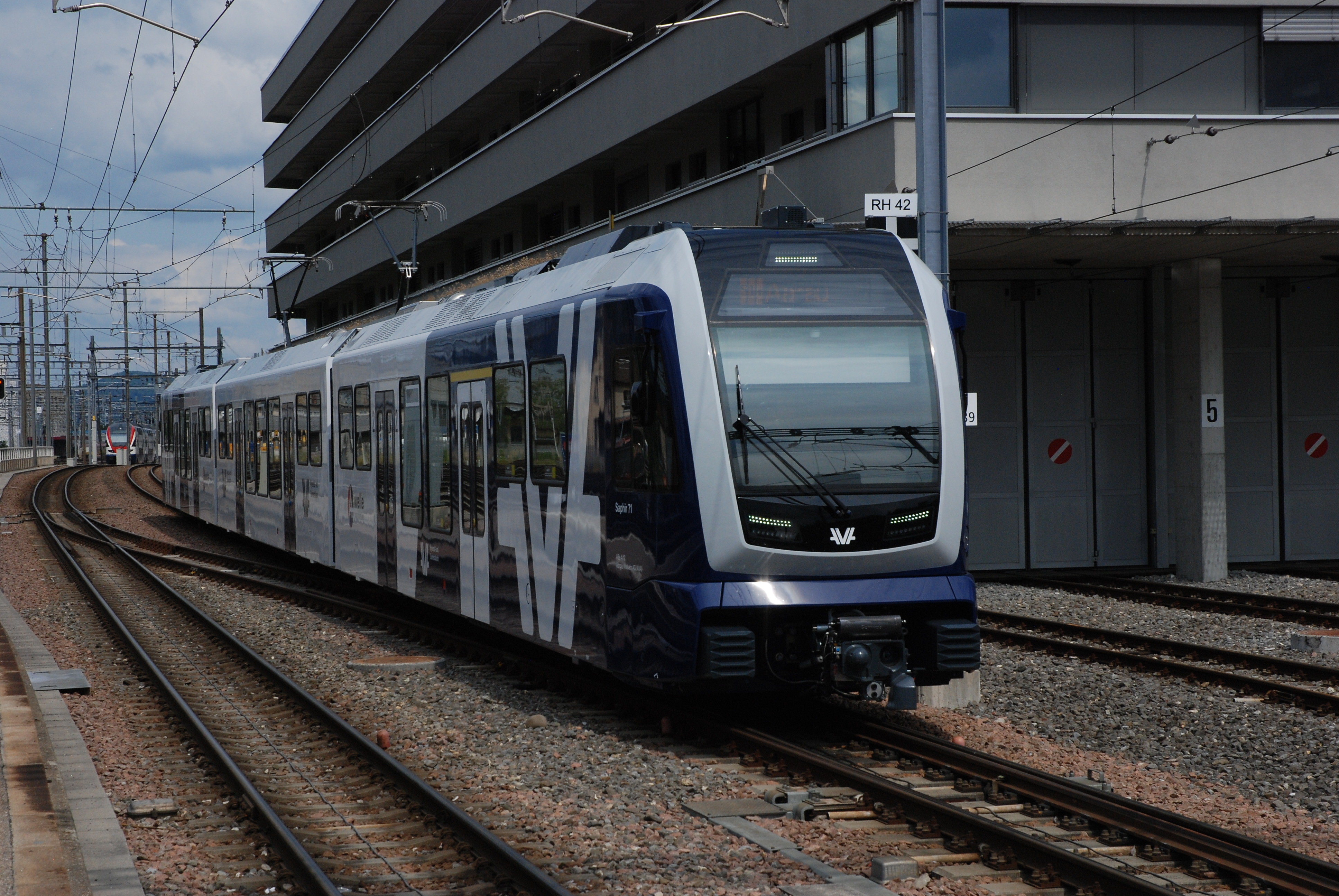
AVA ABe 4/12 71 "Saphir" in Aarau

- BSe 4/4 116, (1901) Salonwagen mit Bar (Nostalgiefahrzeug), 2012 ausrangiert, seit Frühjahr 2023 wird das Fahrzeug auf Initiative des Vereins "Pro Salonwagen WSB" mit Unterstützung von Aargau Verkehr in der AVA-Werkstatt Schöftland restauriert; voraussichtliche Wiederinbetriebnahme 2024/5.
- ex WTB Ce 4/4 1-4 (1904) SIG/MFO, alle abgebrochen
- Be 4/4 7–8 (1954) verkauft an Stern & Hafferl Verkehrsgesellschaft, dort ET 23.111–112
- Be 4/4 9–14 (1965–1966) ausrangiert, 2010–2012 noch BDt 84
- Be 4/4 15–27 (1978–1979) ohne 18 (ausgebrannt), 2007–2012 modernisiert
- ABe 4/8 ex Be 4/8 28–34 (1992–93)
- ABe 4/8 28–32 und 35–39 (1992–93) ab 2010 aus 1 Hälfte WSB 28–32 und 1 Hälfte BDWM 21–25 zusammengebaut
- ABe 4/12 70-74 (2019), Stadler Saphir I, Dreiwagenzüge[11]
- ABe 4/8 41 (2025), Stadler Saphir II, 4 weitere Zweiwagenzüge sind bestellt[12]

Steuerwagen
- ABt 51–61 (2008–2009) Stadler Rail, Nr. 56 und 61 an TPC verkauft im Dezember 2023[13]
- Bt 71–79 (Umbau 1978), ex B 41–49 (1965), 2009 ausrangiert, Drehgestelle für ABt 51–61
- BDt 80–85 (1965), 2009/2012 ausrangiert, Drehgestelle teilweise für ABt 51–61

Gepäcktriebwagen
- De 4/4 42 (1904) ausrangiert
- De 4/4 43–45 (1974), 44 2009 abgebrochen nach Brandschaden, 43 und 45 mit Be 4/4 6 2013 abgebrochen